# Tournière

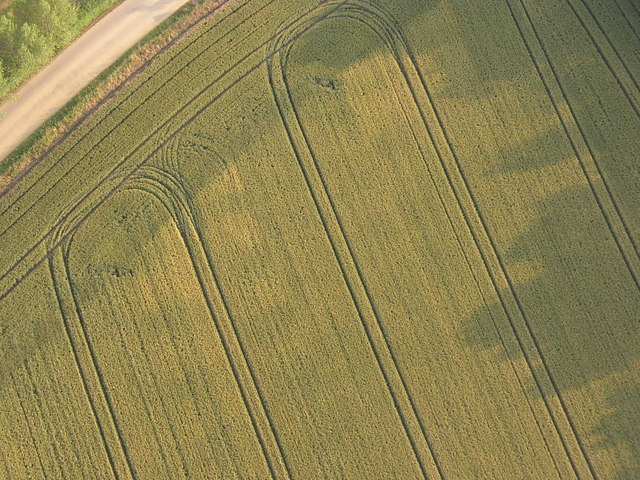
Vue aérienne d'une parcelle et de sa tournière.

En agriculture, une tournière est une bande de terre située à chaque extrémité des raies de labour où l'on fait tourner les engins agricoles (attelage, tracteur). Cette lisière de champ labourée en travers ou non labourée porte différents noms selon les régions, fourrière, chaintre, frontaille, bordière.
Cette contrainte technique qui pèse sur les extrémités des champs, s'impose parfois aussi sur les bords quand le champ est clos de haies. « Parfois, on les terminait à la houe ou à la bêche, pour ne rien perdre. Le plus souvent, on les abandonnait aux bêtes et le petit pâtre qui les menait devait veiller à ne pas les laisser divaguer dans le champ cultivé ».
En France, la possibilité de tourner sur le voisin était une tolérance (cessant quand le terrain était ensemencé) mais de nombreux textes définissaient « strictement le droit de tournière quant à l'époque de l'année, à la largeur de la bande à confouler, à l'épaisseur de la terre qui pourra être emportée ». Un des buts des premiers remembrements a ainsi été de lutter contre l'enclavement par la création de chemins atteignant toutes les parcelles, de préférence à leurs deux extrémités étroites, et supprimant les servitudes de tournière.

## Mesures agroenvironnementales
Les mesures agroenvironnementales encouragent l'utilisation de techniques de production agricole compatibles avec le respect de l'environnement, et notamment la mise en place de tournière enherbée en culture sous labour et de tournière extensive (sans intrants) qui ont un impact positif sur la séquestration du carbone ou sur la biodiversité (concept de zone tampon),.